# Nerio Ier Acciaiuoli
Pour les articles homonymes, voir Nerio (homonymie).
Nerio Ier Acciaiuoli  ou Ranieri (Rainier) (mort le 25 septembre 1394) fut le premier duc d'Athènes de la famille Acciaiuoli.

## Biographie
Nerio Acciaiuoli était le second fils de Jacopo Acciaiuoli (mort en 1356), petit-fils de Mannino le fondateur de la branche cadette de cette famille.
Il fut appelé de Florence par son oncle Niccolo, qui occupait de hautes fonctions dans le royaume de Naples et sa dépendance de la principauté d'Achaïe et qui l'adopta.
En 1360, il fut chargé par Niccolo d'escorter en Grèce son frère Giovanni, élu archevêque de Patras, afin de l'aider à s'installer et à prendre possession de ses biens ; il prévoyait alors de rentrer en Italie au bout de six mois.
En 1362, Venise s'opposa à un projet de mariage avec l'héritière du duché de Naxos, Fiorenza Sanudo, appuyé par la reine Jeanne de Naples.
Nerio se constitua un domaine dans le nord du Péloponnèse, où sa famille détenait des possessions. En 1363, 1364 ou 1365, il acheta à l'épouse de Robert II d'Anjou-Tarente, Marie de Bourbon, les baronnies de Nivelet et Vostitza, et devint l'année suivante gouverneur de la région de Corinthe et de Sicyone, qu'il reçut du fils de Niccolo, Angelo, en garantie d'un prêt.
Fin 1374, il conquit la ville de Mégare, en profitant de dissensions au sein du duché catalan d'Athènes et de la mort de son vicaire Mathieu de Peralta.
En 1384 ou 1385, il s'allia avec Théodore, despote de Mistra, contre la Compagnie de Navarre, et lui donna sa fille Bartolomméa. Il envahit ensuite le duché d'Athènes : les Catalans n'opposèrent qu'une faible résistance, hormis l'Acropole qui résista jusqu'en 1388. Néopatrie tomba en 1390.
Au cours de son règne, les Grecs occupèrent une position plus importante qu'auparavant dans l'administration et la vie publique. Le grec devint la langue officielle de sa chancellerie, et il rétablit un archevêché orthodoxe.
En 1388, il fut impliqué dans la succession de la seigneurie d'Argos : il occupa brièvement Nauplie avant d'en être chassé par les Vénitiens, tandis que son gendre Théodore occupait Argos. L'année suivante il fut capturé par traitrise par les Navarrais alliés à Venise ; il ne fut libéré qu'en 1391, en échange d'une forte rançon et de la cession de Mégare aux Vénitiens. Il récupéra cette dernière en mai 1394 lorsqu'Argos fut cédée à Venise.
Le 11 janvier 1394, le roi Ladislas Ier de Naples lui confirma le titre de duc d'Athènes. À la suite d'une campagne ottomane il dut se reconnaître vassal du sultan Bayezid Ier au cours de la même année. 

### Succession
Il procéda au partage de ses possessions peu avant sa mort, dans un testament daté du 17 septembre 1394 :
il désignait comme son héritière principale sa fille cadette Francesca, mariée au comte de Céphalonie Carlo Ier Tocco déshéritant ainsi sa fille aînée Batholomea et son époux  Théodore Ier Paléologue le despote de Morée. Il accordait à son fils illégitime Antonio la Béotie (soit Thèbes et Livadiá) mais léguait Athènes à l'« église de la Madone du Parthénon ». Le gouverneur de l'Acropole Matteo de Montona s'empresse de faire appel à la république de Venise en la personne du bayle vénitien d'Eubée et Athènes est administrée de 1395 à 1402 par des podestats vénitiens 
Il mourut le 25 septembre suivant.

## Famille
Il était marié à Agnès Saraceno, fille d'un Vénitien de l'île d'Eubée, dont il eut deux filles :
- Bartolommea épouse de Théodore Ier Paléologue, despote de Morée.
- Francesca, épouse de Carlo Ier Tocco, morte en 1430;

Nerio Ier laissa également un fils illégitime d'une maitresse grecque :
- Antonio Ier Acciaiuoli (mort en 1435) duc d'Athènes ;

### Article relié
- Famille Acciaiuoli